# Ветријани (Падова)
Ветријани је насеље у Италији у округу Падова, региону Венето.
Према процени из 2011. у насељу је живело 248 становника. Насеље се налази на надморској висини од 43 м.